# Ralf Böhringer
Ralf Böhringer (* 21. Juli 1984 in Stuttgart-Bad Cannstatt) ist ein deutscher Ringer. Er steht beim KSV Aalen unter Vertrag, zuvor war er beim VfK Schifferstadt, mit dem er dreimal deutscher Mannschaftsmeister wurde. Bei Einzelmeisterschaften startet Böhringer nach wie vor für Schifferstadt, wo er auch den Nachwuchs trainiert.

## Karriere
Im Alter von sechs Jahren begann Ralf Böhringer mit dem Ringen. Im Alter von 12 Jahren ging er auf das Sportinternat in Schifferstadt, um dort bei Trainer Markus Scherer Ringen zu lernen. Mit 16 nahm er erstmals bei den Europameisterschaften der Kadetten teil und belegte in der Gewichtsklasse bis 76 kg den 15. Platz. Ein Jahr später wurde er in Izmir erneut bei den Kadetten Vierter, hinter Theo Theodoridis aus Schweden, Yasin Deliktas aus der Türkei und Koba Kalandadze, Georgien. Hier startete er schon in der Gewichtsklasse bis 85 kg, die zweithöchste Gewichtsklasse.
2003 startete er erstmals als Junior und in seiner heutigen Gewichtsklasse unter 120 kg bei der Weltmeisterschaft der Junioren in Istanbul. Ralf Böhringer wurde erneut 4., nachdem er in der 1. Runde einen deutlichen Sieg gegen Ulugbek Nazarov aus Usbekistan landete. Gegen den Kasachen Gennadi Lyashenko gewann er mit 3:0, auch gegen den Koreaner Hyeleon Hyon Lee gewann er. Am Ende musste er jedoch nach Niederlagen gegen den späteren Sieger Yavuz Guevedi, Türkei und dem Russen Wlasislaw Kokojew (Bronze) den vierten Rang einnehmen.

2004 war ein gutes Jahr für Böhringer. Bei den Europameisterschaften der Junioren in Murska Sobota, Slowenien gewann er nach einer 4:1-Revanche gegen Yavuz Guevedi auch gegen Alexander Chernetski aus der Ukraine, mit 8:2 gegen den Griechen Panagiotis Papadopoulus und gegen Sergei Maneljan aus Russland mit 3:2. Damit war er vor Manelyan und Papadopoulus Junioren-Europameister geworden.
2006 startete er schließlich bei den Weltmeisterschaften im chinesischen Guangzhou erstmals bei den Männern. Jedoch war schon hier nach dem ersten Kampf Endstation: Gegen den Schweden Jalmar Sjöberg, der später 5. wurde, verlor er mit 0:5.
2007 nahm er bei seinen ersten Europameisterschaften in Sofia, Bulgarien  teil. Dort belegte er einen 12. Platz.
2010 wurde Böhringer Deutscher Mannschaftsmeister mit dem KSV Aalen 05, wurde deutscher Einzelmeister bei den Männern, gewann den großen Preis von Deutschland und nahm an den Europameisterschaften in Baku und den Weltmeisterschaften in Moskau teil.
Olympia verpasste er zweimal denkbar knapp mit zwei 5 Plätze auf den Olympiaqualifikationsturnieren 2008 und 2012.
Wobei er beim Qualifikationsturnier 2012 in Sofia im Halbfinale stand und gegen den Ukrainer Evgeni Orlov führte.
In der letzten Kampfrunde verletzte der Ukrainer Böhringer mit einem Foul heftig am rechten Ellenbogen, welches jedoch vom osteuropäischen Schiedsgericht nicht geahndet wurde. Böhringer musste verletzungsbedingt aufgeben und schaffte die Qualifikation nicht.
Ende 2012 brach die Führung der Deutschen Ringerbundes mit Böhringer. Sie attestierten ihm keine Zukunft mehr auf internationaler Ebene und wollten ihn zum Trainingspartner degradieren. Hierauf hin beendete Ralf Böhringer enttäuscht vom Bundestrainer seine Karriere in der Nationalmannschaft. Er ringt seit 2014 wieder bei seinem Heimatverein beim VfK 07 Schifferstadt. Hier forciert er seinen Beruf bei der Polizei in Rheinland-Pfalz und seine Familie.

## Erfolge
- 1999
  - 3. Platz auf den Deutschen Meisterschaften B-Jugend (76 kg)
- 2000
  - 15. Platz bei den Kadetten-Europameisterschaften in Bratislava/SVK (76 kg)
  - 1. Platz bei den Deutschen Meisterschaften, B-Jugend (76 kg)
- 2001
  - 4. Platz bei den Kadetten-Europameisterschaften in Izmir/TUR (85 kg)
  - 1. Platz bei den Deutschen Meisterschaften, A-Jugend (85 kg)
  - 4. Platz bei den Deutschen Meisterschaften, Junioren (85 kg)
- 2002
  - 1. Platz bei den Deutschen Meisterschaften, A-Jugend (97 kg)
  - 2. Platz bei den Deutschen Meisterschaften, Junioren (97 kg)
- 2003
  - 4. Platz bei den Junioren-Weltmeisterschaften in Istanbul/TUR (120 kg)
  - 1. Platz bei den Deutschen Meisterschaften, Junioren (120 kg)
  - 6. Platz bei den Deutschen Meisterschaften, Männer (120 kg)
  - 1. Platz bei dem Großen Preis von Deutschland der Junioren (120 kg)
  - Deutscher Mannschaftsmeister mit dem VfK Schifferstadt
- 2004
  - 1. Platz bei den Junioren-Europameisterschaften in Murska Sobota/SLO (120 kg)
  - 5. Platz bei den Deutschen Meisterschaften, Männer (120 kg)
  - 1. Platz bei dem Großen Preis von Deutschland der Junioren (120 kg)
  - Juniorenringer des Jahres
  - Deutscher Mannschaftsmeister mit dem VfK Schifferstadt
  - Sportler des Jahres im Rhein-Pfalz-Kreis
- 2005
  - Deutscher Mannschaftsmeister mit dem VfK Schifferstadt
- 2006
  - 17. Platz bei den Weltmeisterschaften in Guangzhou/CHN (120 kg)
  - 3. Platz bei den Deutschen Meisterschaften (120 kg)
- 2007
  - 12. Platz bei den Europameisterschaften in Sofia/BUL (120 kg)
  - 3. Platz beim Großen Preis von Deutschland in Dortmund/GER (120 kg)
  - 3. Platz bei den Deutschen Meisterschaften (120 kg)
- 2008
  - 3. Platz bei den Polizei-Europameisterschaften in Moskau im gr. röm. Stil (120 kg)
  - 2. Platz bei den Polizei-Europameisterschaften in Moskau im Freistil (120 kg)
  - 3. Platz bei den Deutschen Meisterschaften (120 kg)
  - 5. Platz bei dem Olympiaqualifikationsturnier in Novi Sad/SRB
  - 9. Platz beim Großen Preis von Deutschland in Dortmund/GER (120 kg)
- 2009
  - 3. Platz beim Großen Preis von Deutschland in Dortmund/GER (120 kg)
  - 3. Platz bei den Deutschen Meisterschaften (120 kg)
- 2010
  - 15. Platz bei den Europameisterschaften in Baku/AZE (120 kg)
  - 27. Platz bei den Weltmeisterschaften in Moskau/RUS (120 kg)
  - 1. Platz bei den Deutschen Meisterschaften, Männer (120 kg)
  - Deutscher Mannschaftsmeister mit dem KSV Aalen 05
  - 1. Platz beim Großen Preis von Deutschland in Dortmund/GER (120 kg)
  - 2. Platz beim Großen Preis von Italien (120 kg)
  - 3. Platz beim Großen Preis von Polen (Pytlasinski-Turnier) (120 kg)
- 2011
  - 2. Platz bei den Deutschen Meisterschaften, Männer (120 kg)
  - 3. Platz beim Großen Preis von Kuba/Havanna (Gramma Cup) (120 kg)
- 2012
  - 2. Platz bei den Deutschen Meisterschaften, Männer (120 kg)
  - 3. Platz beim Großen Preis von Kuba/Havanna (Gramma Cup) (120 kg)
  - 11. Platz bei den Europameisterschaften in Baku/AZE (120 kg)
  - 5. Platz bei dem Olympiaqualifikationsturnier in Sofia/BUL
  - 3. Platz bei den Polizei-Europameisterschaften in Prag/CZE im gr. röm. Stil (120 kg)